# Villa Le Typhonium
Le Typhonium est une villa de style néo-égyptien ptolémaïque située sur la commune de Wissant, située dans le département du Pas-de-Calais, en région Hauts-de-France.

## Descriptif

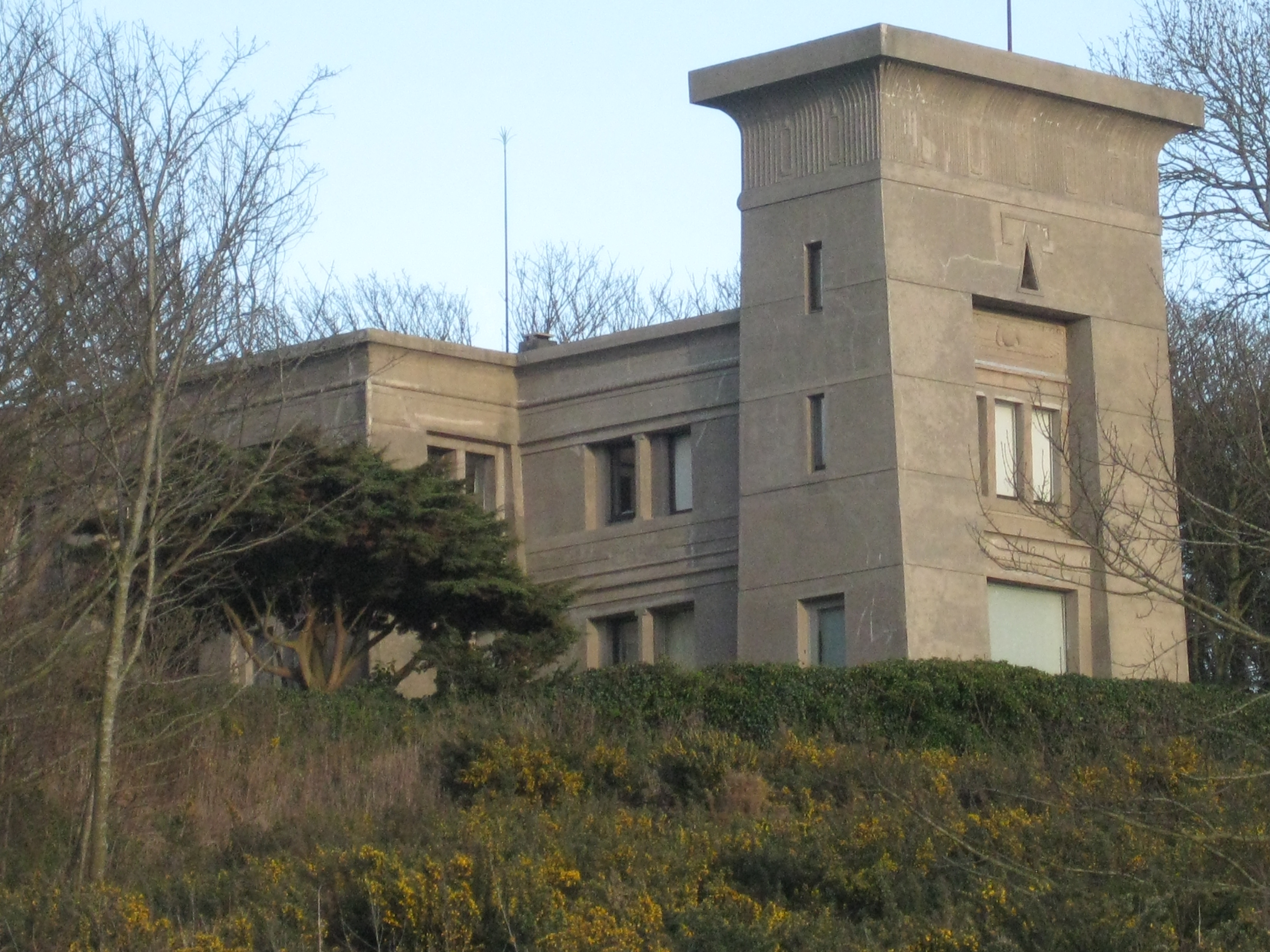
Villa Typhonium à Wissant, Pas-de-Calais, France.

La maison est isolée dans les dunes du plateau des Croquets, au lieu-dit le Typhonium, rue du Calvaire-des-Marins. Elle tient son nom de petits temples égyptiens trouvés à Denderah et à Edfou lors de la campagne d'Égypte.
De style néo-égyptien ptolémaïque, elle est construite en pierre marbrière des carrières de Marquise[réf. nécessaire] et en briques autour des ouvertures. L'ensemble de l'appareil est recouvert de ciment. Une terrasse en béton recouvre le tout.
Dans l'extension de 1911, Virginie Demont-Breton représente sur un bas-relief sa famille en costumes égyptiens. Adrien Demont, figuré devant son chevalet, porte des attributs de pharaon tels que la couronne khépresh et la croix de vie. L'uræus, disque solaire ailé entouré de cobras, des représentations de lotus et de papyrus complètent l'ensemble. On y voit une évocation de l'aéroplane piloté par Louis Blériot, sous la forme de Horus en oiseau.
Les paratonnerres ont aussi à leur sommet la fleur de papyrus.

## Historique
La villa est construite en 1890 ou 1891 par l'architecte Edmond De Vigne pour Adrien Demont et Virginie Demont-Breton, parente de l’architecte,. Les propriétaires sont passionnés par l'Égypte antique. N'y étant jamais allés, ils s'inspirent de la Description de l'Égypte pour bâtir leur villa.
Elle est agrandie en 1910 ou 1911 pour y adjoindre une porte monumentale (haut pylône) rappelant la grande porte de Dendérah en Égypte. Virginie Breton y place dans le ciment frais la sculpture en bas-relief représentant sa famille.
Durant la Seconde Guerre mondiale, un incendie détruit les boiseries néo-flamandes constituant le décor intérieur de la villa.
Ses façades et ses terrasses sont inscrites au titre des monuments historiques par arrêté du 29 novembre 1985.
En 2016, la villa sert de décor pour des scènes extérieures du film Ma Loute de Bruno Dumont.
Ses propriétaires actuels sont apparentés aux Demont-Breton.